# Albert Heath
Albert "Tootie" Heath (Filadelfia, 31 de mayo de 1935-3 de abril de 2024) fue un baterista de jazz hard bop estadounidense, hermano del saxofonista Jimmy Heath y del contrabajista Percy Heath.

## Carrera
Su primera grabación fue en 1957 con John Coltrane. De 1958 a 1974 trabajó con J.J. Johnson, Wes Montgomery, Art Farmer, Benny Golson, Cedar Walton, Bobby Timmons, Kenny Drew, Sonny Rollins, Dexter Gordon, Johnny Griffin, Herbie Hancock, Nina Simone y Yusef Lateef entre otros.
En 1975, junto con sus hermanos, Jimmy y Percy, formó el grupo The Heath Brothers, en el que permaneció hasta 1978. Ha grabado en numerosas ocasiones a lo largo de su carrera.
Es productor y líder de The Whole Drum Truth, una banda percusionista de jazz integrada por Ben Riley, Ed Thigpen, Jackie Williams, Billy Hart, Charlie Persip, Leroy Williams y Louis Hayes.
Entre sus muchas actividades en el área de la enseñanza, Heath es profesor regular en el Taller de Jazz de Stanford. 

## Discografía

### Como líder
- 1969: Kawaida - con Ed Blackwell, Herbie Hancock, Buster Williams
- 1974: Kwanza (La Primera) (Muse Records) - con Percy Heath, Jimmy Heath, Kenny Barron, Ted Dunbar, Curtis Fuller
- 1998: La Oferta – solista

### Como acompañante
Con Walter Benton
- Fuera de este mundo (Jazzland, 1960)

Con John Coltrane
- Coltrane (1957)
- Lush Life (1960)

Con Art Farmer
- Sonidos Big City (Argo, 1960) con Benny Golson
- Arte (Argo, 1960)
- El Jazztet y John Lewis (Argo, 1961) con Benny Golson
- El Jazztet en Birdhouse (Argo, 1961) con Benny Golson
- New York Jazz Sextet: Terapia de grupo (Rialp, 1966)

Con Benny Golson
- Tome un número del 1 al 10 (Argo, 1961)

Con Dexter Gordon
- The Tower of Power! (Prestige, 1969)
- Más potencia! (Prestige, 1969)
- Con Bennie verde y Gene Ammons
- El Swingin'est (1958)

Con Herbie Hancock
- The Prisoner (Blue Note, 1969)

Con Jimmy Heath
- El Thumper (Riverside, 1959)
- Realmente grande! (Riverside, 1960)
- La Cuota (Riverside, 1961)
- Triple Threat (Riverside, 1962)
- Pantano de Semillas (Riverside, 1963)
- Sobre la pista (Riverside, 1964)

Con Milt Jackson
- Milt Jackson Quintet Live at the Village Gate (Riverside, 1963)
- Mucho en común con Ray Brown (Verve, 1964)

Con J. J. Johnson
- JJ Inc. (Columbia, 1961)

Con Clifford Jordan
- Spellbound (Riverside, 1960)

Tiempo de arranque (Jazzland, 1961)
Con Yusef Lateef
- Detroit de Yusef Lateef (Atlantic, 1969)
- Suite de 16 (Atlantic, 1970)
- El gigante apacible (Atlantic, 1971)
- Silencio 'N' Trueno (Atlantic, 1972)
- Parte de la Búsqueda (Atlantic, 1973)
- 10 Años de ahí (Atlantic, 1974)

Con Johnny Lytle
- Vibes azules (Jazzland, 1960)
- Con Ronnie Mathews
- Haciendo el Thang! (Prestige, 1963)

Con Charles McPherson
- Bebop Revisited! (Prestige, 1964)

Con Wes Montgomery
- The Incredible Jazz Guitar de Wes Montgomery (1960)

Con Blue Mitchell
- A Sure Thing (1962)
- Mapenzi con Harold Tierra (Concord, 1977)

Con Sonny Red
- Breezing (Jazzland, 1960)

Con George Russell
- George Russell Sextet a Beethoven Hall (1965)

Con Nina Simone
- Little Girl Blue (1958)
- Nina Simone y sus amigos (1959)

Con Billy Taylor
- Billy Taylor con cuatro flautas (Riverside, 1959)

Con Les Spann
- Gemini (Jazzland, 1961)
- Con Bobby Timmons
- Chun-King (Prestige, 1964)

Con Mal Waldron
- Impressions (New Jazz, 1959)

Con Cedar Walton
- Ciclo Soul (Prestige, 1969)

Con El baile de los malditos
- El baile de los malditos (1960) Vee-Jay Registros

Con Tete Montoliu
- Catalonian Nights Vol.1 (SteepleChase, 1981)
- Catalonian Nights Vol.2 (SteepleChase, 1985)
- Catalonian Nights Vol.3 (SteepleChase, 1998)

Con Michel Sardaby
- Flor de la noche (DIW Records, 1990)